# Cryobot

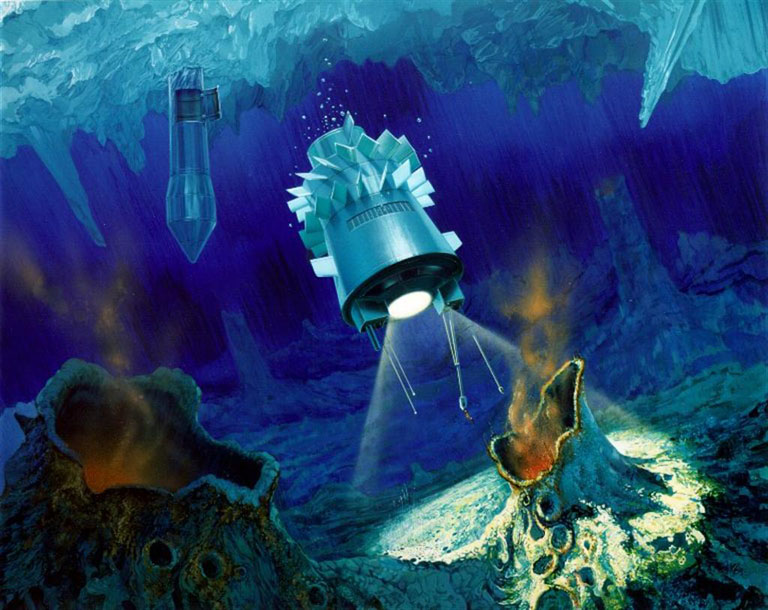
Cryobot w akcji – wizja artysty

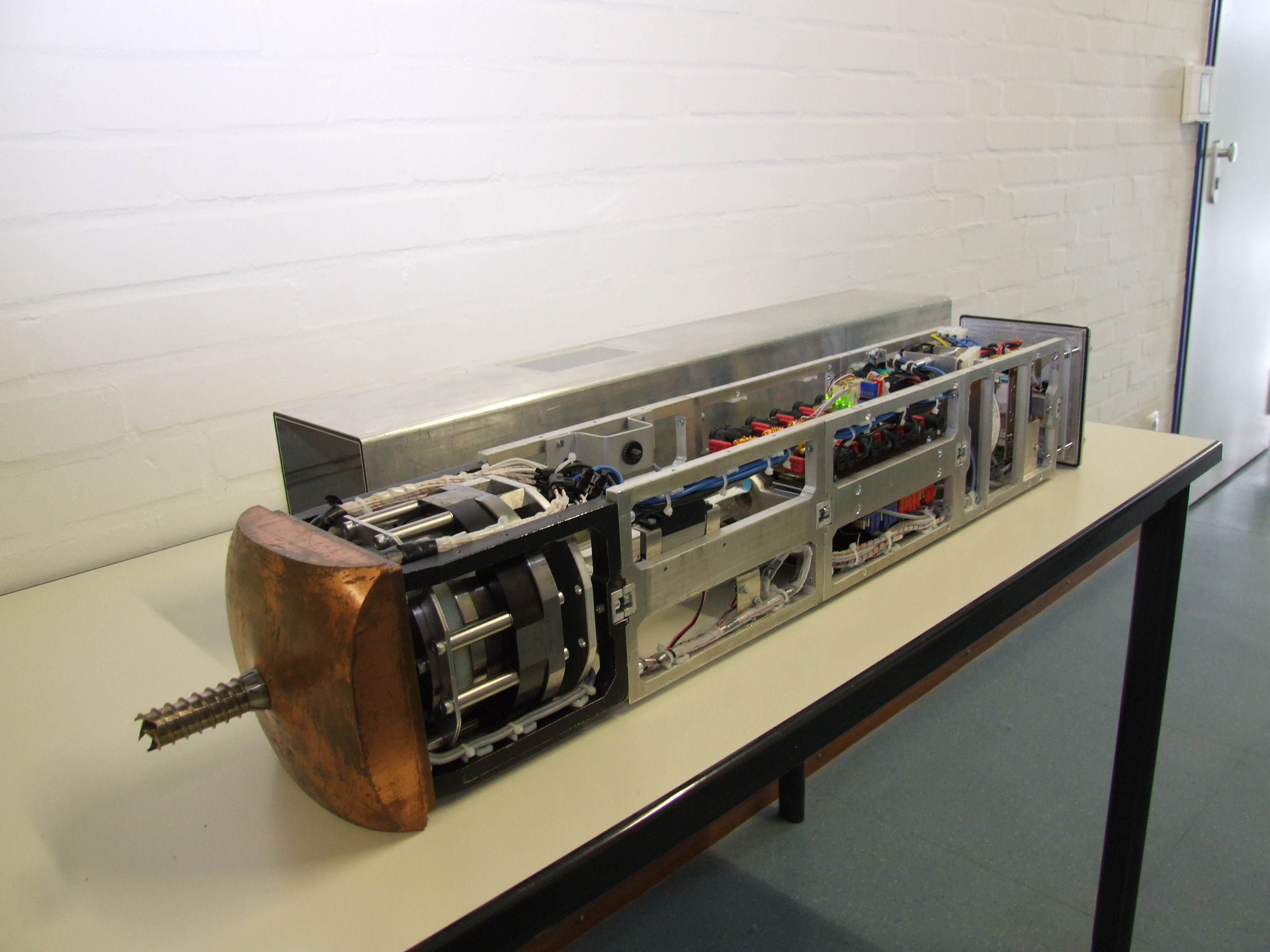
Prototyp IceMole`a

Cryobot – robot zaprojektowany i skonstruowany przez naukowców z NASA. Urządzenie zostało skonstruowane specjalnie z myślą o badaniu znajdującej się pod lodem części Europy, księżyca Jowisza, może być jednak również wykorzystane do badania Marsa oraz niedostępnych części Ziemi. Cryobot wtapia się w lód w taki sposób, że lód zasklepia się nad nim, dzięki czemu nie wprowadza dużej ilości zanieczyszczeń do badanego obszaru. Urządzenie ma być wykorzystywane w przyszłości do badań nad podlodowcowym Jeziorem Wostok na Antarktydzie. Robot ma być docelowo wyposażony w kamerę i czujniki chemiczne.